# Angelitos del trapecio
Angelitos del trapecio é um filme mexicano de comédia dirigido por Agustín P. Delgado e produzido por Roberto Gómez Bolaños e Miguel Zacarías.

## Elenco
- Marco Antonio Campos
- Maricruz Olivier
- Gaspar Henaine
- Anabelle Gutiérrez